# Jefim Anatoljewitsch Reswan

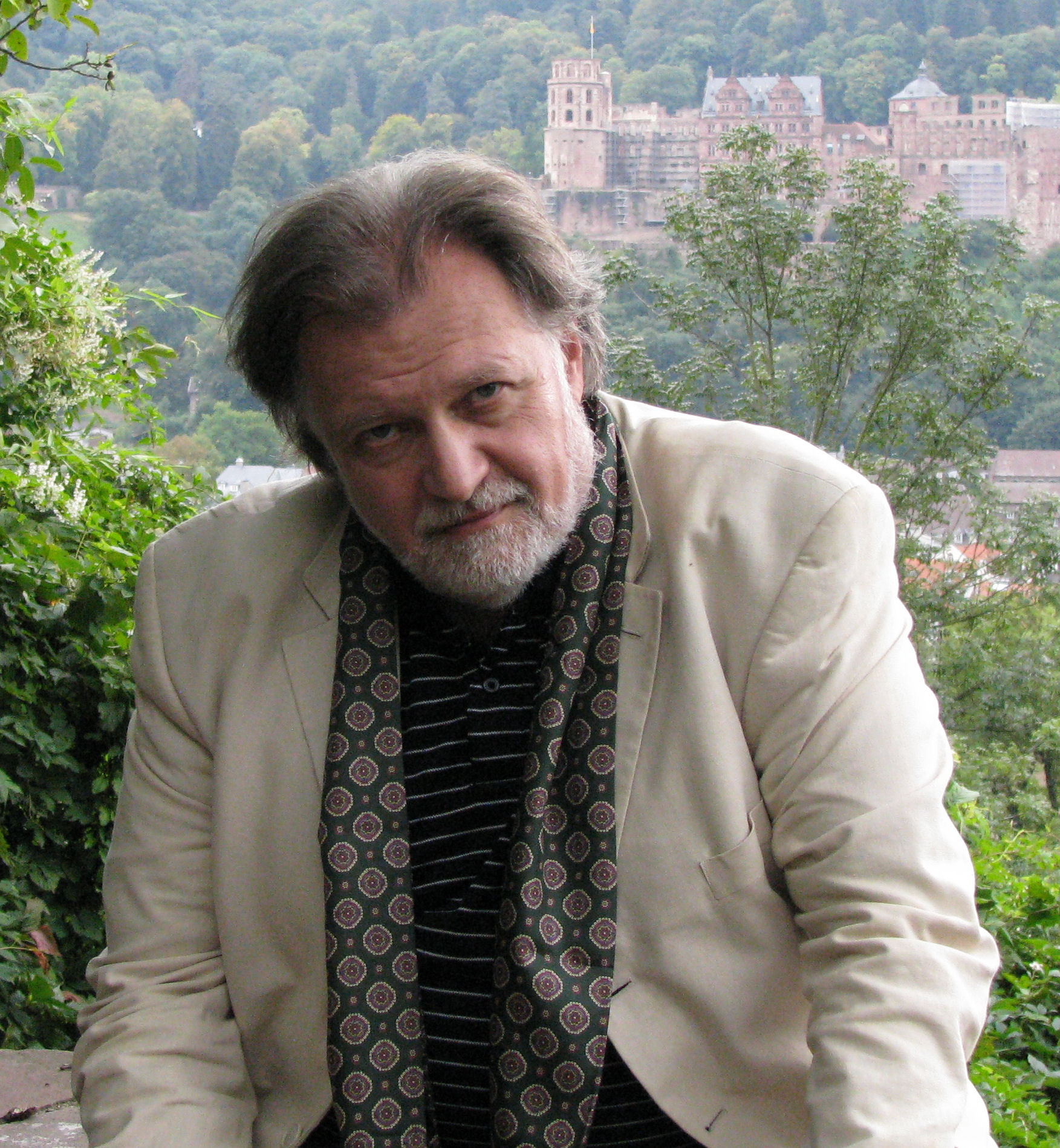
Jefim Anatoljewitsch Reswan (2014)

Jefim Anatoljewitsch Reswan (russisch Ефим Анатольевич Резван, wiss. Transliteration Efim Anatol’evič Rezvan; * 7. Oktober 1957 in Leningrad, Sowjetunion) ist ein russischer Arabist und Islamwissenschaftler. Er ist Professor des UNESCO Chair on comparative studies of spiritual traditions, their specific cultures and interreligious dialogue. In gleicher Weise ist Jefim Reswan seit dem Jahr 2000 Chefredakteur der wissenschaftlichen Zeitschrift Manuscripta Orientalia und Abteilungsdirektor im Museum für Ethnographie und Anthropologie der Akademie der Wissenschaften Russlands (Kunstkammer) in Sankt Petersburg. Er war Fachausbilder im UNESCO/ICOM Ausbildungsprogramm „Running a museum – XXI century“ (2011–2014).

## Leben
Jefim Reswan entstammt einer Offiziersfamilie. Er absolvierte seine Studienzeit am Lehrstuhl für Arabische Philologie der Fakultät für Orientalistik der Universität Leningrad. Hier war er in den Jahren 1980 bis 1983 Aspirant für das Doktorat am Institut für Orientwissenschaften der Akademie der Wissenschaften der UdSSR und auch als Kandidat für das Doktorat im Fach Geschichte von 1984 bis zum Jahre 2000 als Mitarbeiter und Wissenschaftler am Institut für Orientwissenschaften tätig. Er nahm an ethnographisch orientierten Forschungsreisen teil, darunter befanden sich die sowjetischen Expeditionen in den Jemen 1986, Expeditionen in den Nahen Osten, nach Zentralasien, China und Afrika. Im Jahre 1989 setzte er dank eines Stipendienprogrammes des französischen CNRS und der Akademie der Wissenschaften der UdSSR seine Studien am Institut d‘études arabes, turques et islamiques und an der Universität Sorbonne Nouvelle (Paris III) fort. Er schloss sein Studium der Geschichtswissenschaft im Jahre 2000 mit der Promotion ab. Jefim Reswan wurde 2006 auf die Honorarprofessur der UNESCO für „Interkulturellen Dialog auf der Basis gegenseitigen Verständnisses“ berufen. Darüber hinaus ist Jefim Reswan Träger zahlreicher internationaler Ehrungen und Forschungspreise (s. unten). Er hat eine Tochter, Marjam Jefimowna Reswan, die sich im Rahmen ihrer wissenschaftlichen Arbeiten mit den Kulturen Zentralasiens beschäftigt.

## Wissenschaftliche Arbeiten
Seit dem Beginn seiner wissenschaftlichen Studien widmete sich Reswan der Erforschung der in den Sankt Petersburger Archiven aufbewahrten Manuskripte, welche er als Monographien und Aufsätze veröffentlichte. Mehrere Beiträge sind dem Thema der russisch-arabischen Beziehungen gewidmet. Zu den bedeutendsten Ergebnissen dieser Arbeiten gehören die Studien über das heilige Buch des Islam, den Koran, insbesondere dessen Geschichte, Auslegung und Übersetzung. Seine Monographie „Der Koran und seine Welt“ (russisch Коран и его мир), auch als englische Version unter dem Titel „The Quran and its world“ vorliegend, fand in Russland und auf internationaler Ebene hohe Beachtung. Reswan widmete sich in ausführlicher Weise der wissenschaftlichen Analyse der ältesten bekannten Handschrift, die unter der Bezeichnung „Koran des ‘Uthman“ bekannt ist und in einer Kopie der zentralasiatischen Muslime erhalten geblieben ist (Коран ‘Усмана (Катта-Лангар, Санкт-Петербург, Бухара, Ташкент) / The Qur’an of ‘Uthman (Katta-Langar, Sankt-Petersburg, Bukhara, Taschkent) [Sankt Petersburg, 2004, russisch-englische Ausgabe, ISBN 978-5-85803-265-6]). Reswan publizierte den Text dieses Manuskriptes und versah ihn mit einem vollständigen lexikalisch-grammatischen Kommentar. Eine neue Übersetzung in die russische Sprache ist zurzeit in Arbeit.
Eine Einladung seitens des italienischen Professors Sergio Noja Noseda (1931–2008) ermöglichte Reswan mit dem Komitee der Redaktion des auf internationaler Ebene angesiedelten Editionsprojektes „Early Qur’ans. The era of the Prophet, the Right Guided Caliphes and the Ummayades“ (Noseda Foundation, Italy) in Verbindung zu treten. In diesem Zusammenhang untersuchte und publizierte er vorwiegend Handschriften im Kontext der ältesten Koranausgaben. Im Mittelpunkt der Manuskriptforschung steht ferner eine Serie von Studien zur Sammlung von Karl Fabergé (Oriental manuscripts of Karl Fabergé, 2012).

## Internationale Vortragstätigkeit
Unter Reswans internationaler Vortragstätigkeit sind besonders zu nennen die Vorlesungsreihen Cultural Seasons, Dar Al Athar Al Islamiyyah im 2011 in Kuwait, die Vorlesungen an der Universitas Islam Negeri Maulana Malik Ibrahim in Malang (Indonesien) 2012 und an der Sultan Qaboos Grand Mosque in Maskat (Oman) 2013.

## Dokumentarfilme
Jefim Reswan ist Drehbuchautor und Produzent von Dokumentarfilmen:
- 2007: Serie Иджма‘. Мусульманские сокровища России (судьбы, коллекции, документы) [Idzhma‘. Musul'manskie sokrovishha Rossii (sud'by, kollekcii, dokumenty)]. Serie „Иджма‘ = Согласие = Concordia“ [Idzhma‘ = Soglasie = Concordia]. «Idjma. Eintracht. Der islamische Reichtum Russlands (Schätze, Sammlungen, Dokumente)»
- 2007: Рукопись и судьба [Rukopis' i sud'ba]. Das Manuskript und das Schicksal. Drehbuchautor und Koproduzent. Regie: T. Kolnogorova.
- 2007: Каир – Петербург [Kair – Petersburg]. Kairo – Sankt Petersburg. Drehbuchautor und Produzent. Regie: Т. Soloviova.
- 2007: Раскол [Raskol]. Das Schisma. Drehbuchautor und Produzent. Regie: T. Kolnogorova.
- 2007: Коран с пятиконечной звездой [Koran s pjatikonechnoj zvezdoj]. Der Koran und der fünfarmige Stern. Drehbuchautor und Produzent. Regie T. Kolnogorova.
- 2007: Араб из Джинау [Arab iz Dzhinau]. Der Araber von Djinau. Drehbuchautor und Produzent. Regie: Т. Soloviova.
- 2007: Каир – Тампере. Женские судьбы [Kair – Tampere. Zhenskie sud'by]. Kairo – Tampere. Schicksale der Frauen. Drehbuchautor und Koproduzent. Regie: Т. Kolnogorova.
- 2007: Экспедиция [Jekspedicija]. Die Expedition. Drehbuchautor und Produzent. Regie: Т. Soloviova.
- 2007: Хафтранги. Райский сад: семь цветов [Khaftrangi. Rajskij sad: sem' cvetov]. (автор сценария и продюсер). Khaftrangi. Paradiesgarten: die sieben Blumen. Drehbuchautor und Produzent. Regie: Т. Soloviova.

Im Rahmen verschiedener wissenschaftlicher Projekte und kultureller Veranstaltungen wurden Reswans Filme in Großbritannien, Griechenland, Ägypten, Indonesien, Italien, China, Finnland und Frankreich gezeigt. Ein interaktiv und medial ausgestaltetes Projekt hatte 2013 die universale Rezeptionsgeschichte des Jonah-Mythos zum Thema. Ein kombiniertes Ausstellungs-, Photo-, Kunst- und Filmprojekt, das sich den Zusammenhängen von Afrikaforschung (Äthiopien), russischer Literatur des frühen 20. Jahrhunderts, zeitgenössischer Kunst und Antikenrezeption (zu Fragen der lateinischen Quellen in Kooperation mit Gabriele Ziethen) widmet, beschäftigte sich 2014 mit den russischen Dichtern Anna Andrejewna Achmatowa und Nikolai Stepanowitsch Gumiljow unter dem Titel Les bijoux doivent etre sauvages!.

## Monographien
- Sufun rusiya fi-l-khalij al-arabi. 1899–1903. Mawad min arshif ad-dawla al-markazi li-l-ustul al-bahri al-harbi. Moskau 1990, ISBN 5-01-002157-9. (arabisch)
- Russian Ships in the Gulf. 1899–1903. London 1999, ISBN 0-86372-155-9. (englisch)
- Hadjdj qabla mi’a sana. Rihla Sirriya li l Dabit Rusi Abd al Aziz Davletshin ila l Macca, 1898. Beirut 1993. (arabisch).
- Коран, пер. Д. Н. Богуславского (издание подготовлено совместно с А. Н. Вейраухом) The Qur’an. Übersetzt von D. N. Boguslavskiy . Sankt Petersburg 1995, ISBN 5-85803-045-9.
- Коран и его толкования (The Qur’an and its Exegesis). Sankt Petersburg 2000, ISBN 5-85803-162-5.
- Al-hisan al-‘arabi fi Rusiya (The Arabic Horse in Russia). Dubai 2005. (arabisch)
- Al-Qur’an al-karim fi Rusiya [The Qur’an in Russia]. Dubai 2011. (arabisch)

## Ausstellungskataloge
- От Багдада до Исфахана. Миниатюра и каллиграфия из коллекции СПбФ ИВ РАН [Ot Bagdada do Isfakhana. Miniatjura i kalligrafija iz kollekcii SPbF IV RAN]. Von Baghdad bis Isfahan. Buchmalerei und Schriftkunst des Vorderen Orients (8.–18. Jh) aus dem Institut für Orientalistik. Paris 1994 (auch New York, Lugano und Salzburg) in Zusammenarbeit mit Ju. А. Petrossian, А. B. Khalidov und O. F. Akimouchkine (französische Ausgabe, ISBN 978-2-87900-185-2), Übersetzung ins Englische unter dem Titel Pages of Perfection. Islamic Paintings and Calligraphy from the Russian Academy of Sciences. Abbeville Press New York, St. Petersburg 1995, ISBN 0-7892-0095-3; Deutsche Ausgabe: ISBN 88-435-5317-8; Italienische Ausgabe: ISBN 88-435-5315-1.
- Jeynov – «Мы пришли» (арабы Узбекистана: образы традиционной культуры) [«My prišli» (araby Uzbekistana: obrazy tradicionnoj kul'tury)] „Wir sind angekommen“. Die Araber von Usbekistan: Bilder und Objekte einer traditionellen Kultur. Sankt Petersburg 2004. (Katalog in russischer und englischer Sprache: Jeynov - „we arrived“ (The Arabs of Uzbekistan - images of traditional culture))[11]
- Грёзы о Востоке. Русский авангард и шелка Бухары [Grëzy o Vostoke. Russkij avangard i šelka Bukhary]. Träume des Ostens. Russische Avantgarde und die Seide aus Buchara. Sankt Petersburg 2006. (Katalog in russischer und englischer Sprache: Oriental Dreams: Russian Avant-Garde and Silks of Bukhara)[12]
- Старожилы. «Славянский ход»: этнографические коллекции Югры. Starožily [«Slavjanskij khod»: ėtnografičeskie kollekcii Jugry]. Die Alteingesessenen. „Die slawische Bewegung“* ethnographische Sammlungen aus Jugra. Surgut 2006. *Wörtlich: „die alten Bewohner“; Nachkommen der russischen Siedler im sechzehnten und siebzehnten Jahrhundert in Sibirien, von denen viele Altgläubige waren.
- Страна благовоний (Йемен: образы традиционной культуры) [Strana blagovonij (Jemen: obrazy tradicionnoj kul'tury)]. Das Land des heiligen Krieges. Der Jemen: Bilder und Objekte einer traditionellen Kultur. Sankt Petersburg 2007, ISBN 978-5-91373-011-4. (Katalog in russischer und englischer Sprache: The Land of Incense (Yemen: Images of Traditional Culture))[13]
- Они сражались за нашу свободу [Oni sražalis' za našu svobodu]. Sie kämpften für unsere Freiheit. Sankt Petersburg 2010. (Katalog in russischer und englischer Sprache: They were fighting for our Freedom)
- Между Туркестаном и Тибетом: салары [Meždu Turkestanom i Tibetom: salary]. Zwischen Turkestan und Tibet: die Salaren (Sankt Petersburg, 2010), auch Rhodos (Katalog in russischer und englischer Sprache: Between Turkestan and Tibet: the Salars), ISBN 978-5-88431-179-4.[14]
- В зеркале времени. Кенийская фотоколлекция Герхарда Линдблома [V zerkale vremeni. Kenijskaja fotokollekcija Gerkharda Lindbloma]. Im Spiegel der Zeit. Die Sammlung Gerhard Lindblom:[15] Photos aus Kenia. Katalog der Photoausstellung. Saint-Pétersbourg 2010, ISBN 978-5-91373-036-7, ISBN 978-5-91373-033-6. (Katalog in russischer und englischer Sprache. In the Mirrors of Time: Kenya photo collection by Gerhard Lindblom [1887–1969])[16]
- Самуил Дудин – фотограф, художник, этнограф (материалы экспедиций в Казахстан в 1899 и 1910 гг.) [Samuil Dudin – fotograf, khudožnik, ėtnograf (materialy ėkspedicij v Kazakhstan v 1899 i 1910 gg)]. Samuil Dudin [1863–1929]: Photograph, Maler und Ethnograph. Materialien der Expedition nach Kasachstan in den Jahren 1899 bis 1910. Sankt Petersburg 2010. (Katalog in russischer und englischer Sprache: Samuel Dudin – Photographer, Artist, Ethnographer (the materials of the expeditions to Kazakhstan of 1889 and 2010))[17], ISBN 978-5-88431-185-5.
- В зеркале времени. Диалог культур в Русском мире [V zerkale vremeni. Dialog kul'tur v Russkom mire]. Im Spiegel der Zeit. Kulturdialog in der russischen Welt. Sankt Petersburg 2011 (Katalog in russischer und englischer Sprache: In the mirrors of times: Dialogue of Cultures in the „Russian World“)[18] (unter Mitwirkung von А. Ju. Koudriavtseva und Т. М. Fedorova), ISBN 978-5-88431-219-7.
- В зеркале времени. Народы России глазами фотографов рубежа XIX–XX вв. [V zerkale vremeni. Narody Rossii glazami fotografov rubeža XIX–XX vv]. Im Spiegel der Zeit. Die Völker Russlands gesehen mit den Augen der Photographen am Übergang des 19. und 20. Jahrhunderts. Katalog der Photoausstellung. Sankt Petersburg 2011. (Katalog in russischer und slowenischer Sprache (unter Mitwirkung von A. Ju. Koudriatseva et T. M. Fedorova), ISBN 978-5-91373-036-7)
- В зеркале времени. Диалог культур в Русском мире [V zerkale vremeni. Dialog kul'tur v Russkom mire]. Im Spiegel der Zeit. Kulturdialog in der russischen Welt. Katalog der Photoausstellung. Sankt Petersburg 2012, ISBN 978-5-88431-186-2.
- Паспорт Ионы [Pasport Iony]. Jonas Reisepass. Sankt Petersburg, Rhodos 2012, ISBN 978-5-88431-240-1 (Katalog in russischer und englischer Sprache: The Passport of Jonah).

## Spezielle Forschungsreisen
Jemen (1989, 2007); Usbekistan (2001, 2004, 2005); Vietnam (2005); Indien (2002, 2005), Indien/Sri Lanka/Malediven (2009); China/Hong Kong (2005), China (2008); Ägypten (2006, 2007); Äthiopien (2008, 2009); Äthiopien/Tansania/Sansibar (2010); Kasachstan (2010, 2011, 2012); Indonesien (Sumatra, 2013).

## Ehrungen und Forschungspreise
- Ehrenpreis der Soka-Universität (Tokio, 1998);
- Preis des Committee of Asian Muslims für die Projektteilnahme zum Thema Islam in the territory of the former Russian Empire (Taschkent, 1998).

Für die Monographie „Qur'an and Its World“ wurde Jefim Reswan geehrt mit
- dem Nationalen Preis „Buch des Jahres“ ausgelobt seitens der Federal Agency for Press and Mass Communications of Russia and the Publishers Association of Russia (2001);
- der Urkunde der UNESCO für die beste Edition, welche einen hervorragenden Beitrag zur Kultur des Friedens, der Gewaltlosigkeit und des Dialogs der Zivilisationen leistet (2001);
- dem Nationalen Preis „Buch des Jahres“ der Islamischen Republik Iran (2002), welcher ihm durch Präsident Khatami überreicht wurde

Für die Monographie „The Qur’an of ʻUthman“ (St. Petersburg, Katta Langar, Bukhara, Taschkent) erhielt Reswan
- den Nationalen Preis „Buch des Jahres“ in der Kategorie „Humanitas“ (Russische Föderation, 2005);
- den höchsten Award of Second International Competition of the Commonwealth of Independent States für das „Buch des Jahres“ in der Kategorie „Dialog der Kulturen“ (2005);
- die Urkunde der UNESCO für die „Beste Edition eines hervorragenden Beitrages zum Dialog der Kulturen“ (2005);
- die Urkunde des Teheraner „Qur’anic Fair“ (2005).